# Watchmen: The End Is Nigh
Watchmen: The End Is Nigh est un jeu vidéo en deux parties qui sert de prélude au film Watchmen, tiré du comic book Watchmen. Le jeu était tout d'abord annoncé en téléchargement pour Windows, PlayStation 3 et Xbox 360, avec la première édition pour le 4 mars 2009, pour coïncider avec la sortie en salle du film. Le deuxième épisode est sorti le 30 juillet 2009.
Les deux épisodes furent édités sur support physique le 21 juillet 2009 pour PlayStation 3 et Xbox 360. La version pour PlayStation 3 est sous-titrée The Complete Experience et inclut une version longue du film en format Blu-ray.

## Système de jeu
Le jeu permet au joueur d'alterner Rorschach et Nite Owl II en mode solo ou multijoueur. Rorschach et Nite Owl sont les seuls personnages jouables dans le premier épisode, lequel comprend 6 « chapitres ». Deux des acteurs du film, Patrick Wilson et Jackie Earle Haley, prêtèrent leur voix au personnages de Nite Owl et Rorschach, respectivement. Rorschach est plus rapide et avec des attaques plus singulières, et fait usage d'armes improvisées tels son lance-grappin ou une batte de baseball ; Nite Owl est plus lent mais possède une formation en arts martiaux, et utilise des outils technologiques, comme les « screecher bombs », ou également un lance-grappin. Les personnages doivent combattre ensemble pour battre les ennemis.
Le jeu se passe en 1972 durant l'époque des « vigilants » (dans le film, les Watchmen) . Le premier chapitre est un tutoriel prenant place quand Rorschach et Nite Owl infiltrent une prison. Underboss, un méchant qui apparaît dans le comic book, ainsi que d'autres adversaires qui sont mentionnés ou secondaires dans le comic book. Archimede, le vaisseau de Nite Owl, figure aussi dans le jeu, mais il ne peut être contrôlé par le joueur durant celui-ci.

## Histoire
The End Is Nigh prend place durant l'époque des « Vigilants » (qui devinrent Les Watchmen pour le film), quand Rorschach et Nite Owl II combattaient le mal avant la loi Keene en 1977. Après avoir entendu un bulletin de la police, Nite Owl et Rorschach vont à la prison de Sing Sing pour mater l'émeute qui avait lieu.
Une fois sur place, ils découvrent que l'émeute est une ruse pour couvrir l'évasion de Underboss, un parrain du crime. Leur enquête les menèrent à un bar, le Rumrunner, et interrogent un des patrons pour découvrir qui a orchestré l'évasion. Ils apprennent que Jimmy the Gimmick est le responsable, ainsi ils vont le chercher sur les docks pour l'emmener dans un parc d'attraction.
Dans la partie 2, Rorschach enquête sur la disparition d'une fille appelée Violet Greene.

## Développement
Warner Bros. Interactive Entertainment avait annoncé la possibilité de télécharger deux épisodes du jeu durant la sortie cinéma et DVD. C'est Deadline Games qui était chargé de leur réalisation. Warner Bros pris ses distances avec la réalisation du film afin de ne pas assimiler les deux.  Le jeu est écrit par Len Wein, un auteur de comic. Dave Gibbons, le dessinateur de Watchmen, y est conseiller.
Electronic Gaming Monthly annonça que le titre du jeu allait être  Watchmen: The End Is Nigh et la pochette du jeu en décembre 2008.
Un trailer fut diffusé lors du Spike's Video Game Awards show le 15 décembre 2008.
La démo pour Playstation 3 et PC parut le 3 mars 2009, disponible sur Steam et le réseau PlayStation.
La version Xbox 360 de Watchmen: The End Is Nigh - Part II fut édité sur Xbox Live Arcade le mercredi 26 août 2009.

## Accueil
La réception du jeu fut mitigée. Il fut noté 5.5/10 sur IGN et considéré comme pauvre en intérêt par FEARnet et Joystiq. 1UP.com's dit du jeu qu'il était « un jeu d'arcade correct pour la génération HD » mais prévint aussi qu'« aussi beau que ce soit, c'est aussi répétitif ». GamePro le nota d'un 4 sur 5 alors que X-play lui mit un 3 sur 5. Xbox Magazine lui donna 7 sur 10 disant que le mode coopératif était fun, mais qu'il étaient déçu qu'il n'était possible de jouer en réseau. Hyper recommanda le jeu pour « les effets de pluie et brouillard, et la définition des personnages ». Cependant, le jeu semble posséder un gameplay et un décor répétitif et pas particulièrement développé .